# Coccophagus pulvinariae
Coccophagus pulvinariae är en stekelart som beskrevs av Compere 1931. Coccophagus pulvinariae ingår i släktet Coccophagus och familjen växtlussteklar. Inga underarter finns listade i Catalogue of Life.